# Gustav Bartsch

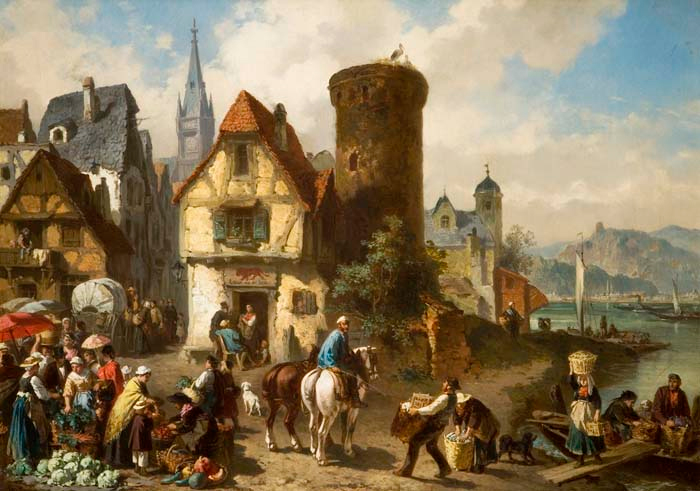
Städtischer Gemüsemarkt am Ufer

Gustav Bartsch (* 12. Juli 1821 in Gleiwitz; † 18. Juli 1906 in Dresden) war ein deutscher Illustrator sowie Bildnis- und Genremaler.
Bartsch zeigte schon 1836 im Alter von 15 Jahren auf einer Berliner Kunstausstellung eine Federzeichnung.
Er heiratete Clara Friederike Georgine von Strombeck. Bartsch wohnte in Dresden-Blasewitz, war auf der Dresdner Kunstszene tätig.
Bartsch illustrierte Bücher von Otto Hoffmann, Rudolf Scipio, Walter Scott, James Fenimore Cooper, Theodor Mügge und Thomas Mayne Reid.
Viele seiner Ölbilder sind nur in Form von Lithografien erhalten.